# BRP Alfredo Peckson
Le BRP Alfredo Peckson (PC-372) est le troisième patrouilleur côtier de classe Jose Andrada de la marine philippine. Il fait partie du premier lot de sa classe, commandé par l’intermédiaire des ventes militaires à l’étranger (FMS) des États-Unis en 1989. Il a été mis en service par la marine philippine le 24 juin 1991,. Il a été initialement désigné comme Fast Patrol Craft, et a été numéroté « DF-372 », mais plus tard, il a été redésigné comme une canonnière de patrouille, et a été renuméroté « PG-372 », jusqu’à ce qu’une autre reclassification change sa désignation en tant que patrouilleur avec le numéro de coque « PC-372 » à partir d’avril 2016.

## Conception
Le navire a été construit selon les normes de la Garde côtière américaine avec une coque et une superstructure en aluminium. Il est propulsé par deux moteurs Diesel Detroit Diesel Corporation 16V-92TA d’une puissance combinée d’environ 2800 ch, entraînant deux hélices et donnant une vitesse maximale de 28 nœuds (52 km/h). L’autonomie maximale est de 1200 milles marins (2200 km) à 12 nœuds (22 km/h) ou de 600 milles marins (1100 km) à 24 nœuds (44 km/h).
Le navire était conçu à l’origine pour transporter un canon de 40 mm Mk.3, un mortier de 81 mm à l’arrière et quatre mitrailleuses de 12,7 × 99 mm OTAN (calibre .50),. Au lieu de cela, il n’est armé que de quatre mitrailleuses Browning M2HB de calibre 12,7 mm sur des affûts Mk.26, dont deux positionnées à l’avant et deux à l’arrière, et de deux mitrailleuses M60 de 7,62 mm (calibre .30), toutes deux montées au milieu du navire. Le navire peut transporter 4000 cartouches de 12,7 mm et 2000 cartouches de 7,62 mm.
Faisant partie du premier lot (PG-370 à PG-378), il n’est pas équipé du chain gun M242 Bushmaster Mk.38 Mod.0 de 25 mm que les autres navires jumeaux transportent,,. Il était prévu d’installer sur sa proue un chain gun M242 Bushmaster de 25 mm (stabilisé ou non) après quelques modifications mineures, mais à ce jour, cela ne s’est pas concrétisé.
Il est équipé d’un radar de recherche et de navigation de surface Raytheon AN/SPS-64(V)11, mais avec une antenne plus petite que celles utilisées sur les plus grands navires de la marine philippine,.
Un bateau pneumatique semi-rigide de 4 mètres, propulsé par un moteur hors-bord de 40 ch, est rangé au milieu du navire.

## Historique
Le 6 novembre 2010, l'Alfredo Peckson a transporté un total de 130 civils bloqués en raison de conditions de mer agitées dans deux villes de la province d’Aurora.
En janvier 2019, le navire a secouru les 126 passagers et membres d’équipage du MV Melrivic 2 au large des îles Camotes. Le Melrivic 2, qui transportait également 16 véhicules, se rendait d’Isabel (Leyte), à Danao City (province de Cebu), lorsque son moteur est tombé en panne et a commencé à prendre l’eau. Le BRP Alfredo Peckson a pris à bord tous les passagers et l’équipage et les a amenés sains et saufs à Lapu-Lapu City.